# مسابقة الأغنية الأوروبية 2017
مسابقة الأغنية الأوروبية لعام 2017 (بالإنجليزية: Eurovision Song Contest 2017)‏ هي النسخة الثانية والستين من مسابقة الأغنية الأوروبية السنوية. جرت تلك المسابقة في كييف، أوكرانيا. كانت هذه هي المرة الثانية التي تجري فيها المسابقة في كييف بعد 2005، وكذلك حدث يوروفيجن الرابع، بعد مسابقة الأغنية جونيور يوروفيجن في 2009 و 2013. أقيمت المسابقة في المركز الدولي للمعارض، وتألفت من نصف نهائي يومي 9 و11 مايو، والنهائي في 13 مايو 2017. استضافت جميع العروض الحية الثلاثة أولكسندر سكيتشكو، فولوديمير أوستابتشوك وتيمور ميروشينشنكو.
شاركت 42 دولة في المسابقة. عادت البرتغال ورومانيا إلى المنافسة بعد غياب عام، بينما انسحبت البوسنة لأسباب مالية. كانت روسيا قد خططت للمشاركة لكنها أعلنت انسحابها في 13 أبريل 2017، بعد أن مُنع ممثلها جوليا سامويلوفا من دخول أوكرانيا بحكم السفر مباشرة من روسيا إلى القرم في عام 2015، وهي المنطقة التي ضمتها روسيا في عام 2014 لتقديم الأداء، وهو غير قانوني بموجب القانون الأوكراني.
وكان الفائز هو البرتغال مع أغنية " Amar pelos dois " (Loving For Both of Us)، التي يؤديها سلفادور سوبرال وكتبتها شقيقته لويسا سوبرال. كان هذا هو الفوز الأول للبرتغال، وهو أطول سباق بدون فوز من قبل دولة في تاريخ يوروفيجن. كما كانت أول أغنية رابحة تُنفذ بالكامل بلغة أصلية للبلد منذ «موليتفا» الصربية في 2007. بالإضافة إلى ذلك كانت هذه هي السنة الثانية على التوالي التي فاز فيها بلد عائد بالمسابقة بعد فوز أوكرانيا في عام 2016. حققت البلدان الثلاثة الأولى - البرتغال وبلغاريا ومولدوفا أحسن نتيجة لها في تاريخها، في حين حصلت أوكرانيا البلد المضيف على أسوأ وضع لها حتى الآن في نهائي يوروفيجن. من بين «الخمسة الكبار» احتلت إيطاليا فقط المرشح المفضل قبل المسابقة،  في المراكز العشرة الأولى، وجاءت في المركز السادس. أفاد اتحاد الإذاعات الأوروبية (EBU) أن 182 مليون مشاهد في جميع أنحاء العالم شاهدوا المسابقة، أي أقل بمقدار 22 مليون من الرقم القياسي لعام 2016.

## الموقع

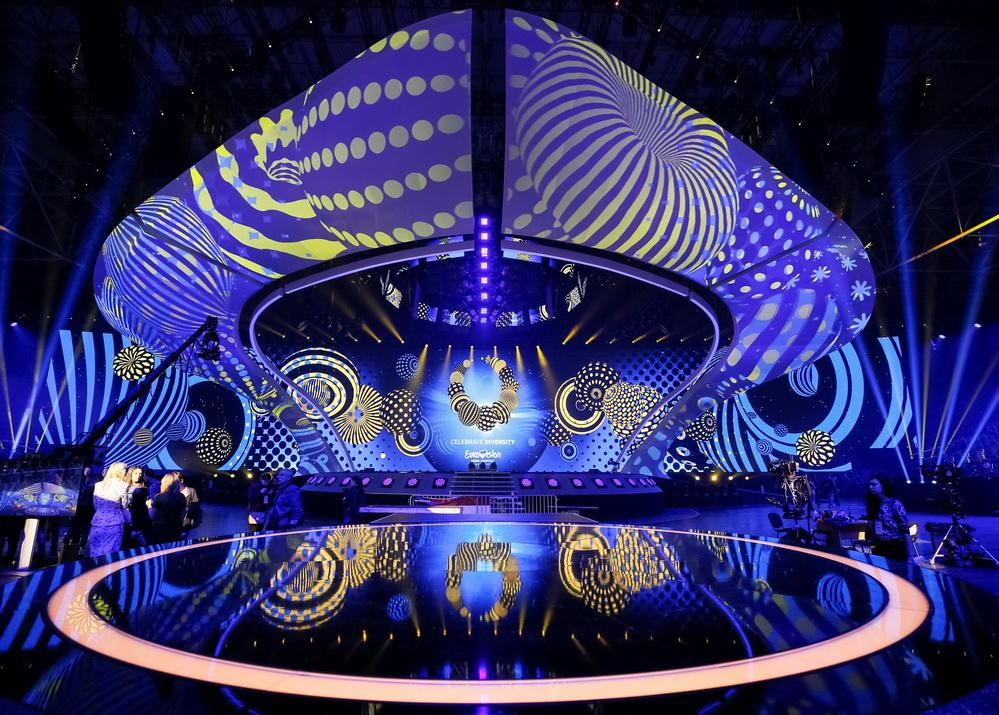
المركز الدولي للمعارض ، كييف - مكان استضافة مسابقة 2017

جرت المسابقة في المركز الدولي للمعارض في كييف، بعد فوز أوكرانيا في مسابقة 2016 بأغنية "1944". تبلغ سعة المعرض الدولي للمعارض حوالي 11000 شخص وهو أكبر مركز للمعارض في كييف. يقع المركز في الجزء الغربي من حي ليفوبريزنا الصغير، وقد تم افتتاحه في أكتوبر 2002، وكان يرأسه منذ بنائه أناتولي تكاتشينكو.

## النتائج

### نصف النهائي الأول
| النتائج (نصف النهائي 1) | النتائج (نصف النهائي 1) | النتائج (نصف النهائي 1) | النتائج (نصف النهائي 1) | النتائج (نصف النهائي 1) |
| مكان                    | المشاهدين               | المشاهدين               | الحكام                  | الحكام                  |
| مكان                    | الدولة                  | نقاط                    | الدولة                  | نقاط                    |
| ----------------------- | ----------------------- | ----------------------- | ----------------------- | ----------------------- |
| 1                       | البرتغال                | 197                     | البرتغال                | 173                     |
| 2                       | مولدوفا                 | 180                     | أستراليا                | 139                     |
| 3                       | بلجيكا                  | 125                     | السويد                  | 124                     |
| 4                       | السويد                  | 103                     | مولدوفا                 | 111                     |
| 5                       | قبرص                    | 103                     | أذربيجان                | 87                      |
| 6                       | بولندا                  | 69                      | أرمينيا                 | 87                      |
| 7                       | أرمينيا                 | 65                      | جمهورية التشيك          | 81                      |
| 8                       | أذربيجان                | 63                      | جورجيا                  | 62                      |
| 9                       | اليونان                 | 54                      | اليونان                 | 61                      |
| 10                      | فنلندا                  | 51                      | قبرص                    | 61                      |
| 11                      | الجبل الأسود            | 39                      | بولندا                  | 50                      |
| 12                      | ألبانيا                 | 38                      | فنلندا                  | 41                      |
| 13                      | جورجيا                  | 37                      | بلجيكا                  | 40                      |
| 14                      | آيسلندا                 | 31                      | ألبانيا                 | 38                      |
| 15                      | أستراليا                | 21                      | آيسلندا                 | 29                      |
| 16                      | سلوفينيا                | 20                      | الجبل الأسود            | 17                      |
| 17                      | لاتفيا                  | 20                      | سلوفينيا                | 16                      |
| 18                      | جمهورية التشيك          | 2                       | لاتفيا                  | 1                       |

### نصف النهائي الثاني
| النتائج (نصف النهائي 2) | النتائج (نصف النهائي 2) | النتائج (نصف النهائي 2) | النتائج (نصف النهائي 2) | النتائج (نصف النهائي 2) |
| مكان                    | المشاهدين               | المشاهدين               | الحكام                  | الحكام                  |
| مكان                    | الدولة                  | نقاط                    | الدولة                  | نقاط                    |
| ----------------------- | ----------------------- | ----------------------- | ----------------------- | ----------------------- |
| 1                       | بلغاريا                 | 204                     | بلغاريا                 | 199                     |
| 2                       | المجر                   | 165                     | هولندا                  | 149                     |
| 3                       | رومانيا                 | 148                     | النرويج                 | 137                     |
| 4                       | إسرائيل                 | 132                     | النمسا                  | 115                     |
| 5                       | كرواتيا                 | 104                     | الدنمارك                | 96                      |
| 6                       | إستونيا                 | 69                      | إسرائيل                 | 75                      |
| 7                       | بيلاروس                 | 55                      | المجر                   | 66                      |
| 8                       | النرويج                 | 52                      | مالطا                   | 55                      |
| 9                       | هولندا                  | 51                      | بيلاروس                 | 55                      |
| 10                      | سويسرا                  | 49                      | صربيا                   | 53                      |
| 11                      | صربيا                   | 45                      | سويسرا                  | 48                      |
| 12                      | أيرلندا                 | 41                      | أيرلندا                 | 45                      |
| 13                      | مقدونيا                 | 40                      | كرواتيا                 | 37                      |
| 14                      | النمسا                  | 32                      | مقدونيا                 | 29                      |
| 15                      | ليتوانيا                | 25                      | رومانيا                 | 26                      |
| 16                      | الدنمارك                | 5                       | ليتوانيا                | 17                      |
| 17                      | سان مارينو              | 1                       | إستونيا                 | 16                      |
| 18                      | مالطا                   | 0                       | سان مارينو              | 0                       |

### النهائي
| النهائي | النهائي         | النهائي | النهائي         | النهائي |
| المركز  | التصويت         | النقاط  | الحكام          | النقاط  |
| ------- | --------------- | ------- | --------------- | ------- |
| 1       | البرتغال        | 376     | البرتغال        | 382     |
| 2       | بلغاريا         | 337     | بلغاريا         | 278     |
| 3       | مولدوفا         | 264     | السويد          | 218     |
| 4       | بلجيكا          | 255     | أستراليا        | 171     |
| 5       | رومانيا         | 224     | هولندا          | 135     |
| 6       | إيطاليا         | 208     | النرويج         | 129     |
| 7       | المجر           | 152     | إيطاليا         | 126     |
| 8       | السويد          | 126     | مولدوفا         | 110     |
| 9       | كرواتيا         | 103     | بلجيكا          | 108     |
| 10      | فرنسا           | 90      | المملكة المتحدة | 99      |
| 11      | أذربيجان        | 42      | النمسا          | 93      |
| 12      | بولندا          | 41      | أذربيجان        | 78      |
| 13      | بيلاروسيا       | 33      | الدنمارك        | 69      |
| 14      | قبرص            | 32      | أرمينيا         | 58      |
| 15      | النرويج         | 29      | رومانيا         | 58      |
| 16      | اليونان         | 29      | بيلاروسيا       | 50      |
| 17      | أوكرانيا        | 24      | المجر           | 48      |
| 18      | أرمينيا         | 21      | اليونان         | 48      |
| 19      | هولندا          | 15      | فرنسا           | 45      |
| 20      | المملكة المتحدة | 12      | قبرص            | 36      |
| 21      | الدنمارك        | 8       | إسرائيل         | 34      |
| 22      | إسرائيل         | 5       | كرواتيا         | 25      |
| 23      | إسبانيا         | 5       | بولندا          | 23      |
| 24      | ألمانيا         | 3       | أوكرانيا        | 12      |
| 25      | أستراليا        | 2       | ألمانيا         | 3       |
| 26      | النمسا          | 0       | إسبانيا         | 0       |